# Карпов, Пётр Александрович
Пётр Алекса́ндрович Ка́рпов (1822—1869) — контр-адмирал. Состоял в гарнизоне Севастополя все 349 дней обороны города.

## Биография
Родился в сельце Щепотьево Алексинского уезда Тульской губернии (ныне деревня Щепотьево Заокского района Тульской области), в мелкопоместной дворянской многодетной семье капитан-лейтенанта Александра Петровича и Марии Андреевны Карповых. Отец его был участником Отечественной войны 1812 года.
В июне 1830 года поступил кадетом в морскую роту Александровского корпуса, откуда в 1833 году был переведён в Морской кадетский корпус. В мае 1840 года произведён в гардемарины, а в январе 1841 года — в мичманы на Черноморский флот, где служил в 37-м флотском экипаже. В 1841—1851 гг. на разных судах флота перевозил войска и грузы по черноморским портам и крейсировал у восточного берега Чёрного моря, в 1846 году был произведён в лейтенанты. В одном из плаваний у кавказских берегов, находясь на баркасе корвета «Орест», захватил в бою турецкую кочерму.
В марте 1852 года семейные обстоятельства вынудили П. А. Карпова оставить морскую службу; он перешёл поручиком в армию. Числясь в Московском пехотном полку, он был прикомандирован в качестве репетитора математики к Михайловскому кадетскому корпусу в Воронеже. В апреле 1853 году за отличие по службе был произведён в штабс-капитаны.

## Крымская война
После начала Крымской войны, в апреле 1854 года, Карпов «по прошению» перевёлся в Черноморский флот. «Когда в 1853 г. весть о Синопском погроме дошла до Воронежа, энергичный по природе Пётр Александрович не мог остаться равнодушным зрителем подвигов своих морских товарищей; не думая долго, он бросил свои дела и вновь перешёл в Черноморский флот прежним чином лейтенанта», — вспоминал впоследствии товарищ Карпова Ф. Ф. Нарбут. Высадка войск неприятеля в Крыму застала лейтенанта 29-го флотского экипажа Петра Карпова на борту линейного корабля «Селафаил», который был затоплен на Севастопольском рейде в ночь с 10 на 11 сентября 1854 года.
Участвовал в обороне Севастополя все 349 дней. Первоначально находился на 1-м отделении оборонительной линии, где с 11 октября 1854 года командовал 5-м бастионом. Особо отличился Карпов при отражении 1-й бомбардировки Севастополя в октябре 1854 года, когда огнём орудий бастиона неоднократно подавлял французские батареи; 15 ноября 1854 года Походная Дума Георгиевских кавалеров представила лейтенанта П. А. Карпова к ордену Святого Георгия 4-й степени. Представление было Высочайше утверждено 6 декабря: «в воздаяние отличной храбрости и мужества, оказанных во время бомбардирования г. Севастополя англо-французскими войсками и флотом» (№ 9540 по списку Степанова — Григоровича).
До 25 мая 1855 года Пётр Александрович Карпов с перерывами продолжал командовать 5-м бастионом, в апреле 1855 года был произведён в капитан-лейтенанты за героизм при отражении 2-й бомбардировки Севастополя. В конце мая Карпов заболел и после выздоровления, 9 августа 1855 года, был  назначен на 4-е отделение, где, чередуясь с капитаном 1-го ранга Ф. С. Керном, командовал этим участком оборонительной линии. 24 августа Карпов сменил Керна в очередной раз, став последним командиром Малахова кургана. Позднее он напишет: «В роковой для Малахова кургана день 27 августа 1855 г. на мою долю пала честь начальствовать 4-м отделением оборонительной линии…». Пётр Карпов храбро сражался вместе с последними защитниками Корниловского бастиона, пока не был взят французами в плен, когда «гарнизон почти весь лег на своем месте, не отступив от орудий…». Находясь в плену на Принцевых островах и в Тулоне во Франции, отказался от перехода на службу в иностранный легион Французской армии.

## Возвращение из плена
После возвращения из плена в марте 1856 года П. А. Карпов был представлен императору Александру II, которому рассказал обо всех обстоятельствах рокового штурма Малахова кургана. За заслуги в конце обороны Севастополя Карпов произведён в капитаны 2-го ранга. В дальнейшем служил на Балтийском флоте командиром винтового корвета «Волк».
В 1857 году за выслугу 25 лет в офицерских чинах он был награждён орденом Святого Владимира 4-й степени с бантом. В том же году он обвенчался с Августой Егоровной Гессен, дочерью генерал-лейтенанта. Показательно, что номинальным «восприемником» трёх из пяти детей Карповых стал император Александр II, проявив тем самым своё расположение к герою севастопольской обороны. Сын П. А. Карпова, корнет 27 драгунского Киевского полка Александр Петрович Карпов, 29 января 1889 года вступил в брак с дочерью подполковника Александрой Ивановной Шейдевальт-Шейдевандт. У них 12 октября 1889 года родилась дочь Наталья.
В 1858 году П. А. Карпова перевели в Николаев — управляющим кораблестроительной экспедиции. В 1859 году за «усердно-ревностную службу» он был произведён в капитаны 1-го ранга. «Благородный открытый характер и неподкупная честность приобрели ему и здесь уважение и любовь подчиненных и товарищей», — так характеризовал деятельность Петра Александровича в Николаеве один из сослуживцев. С 1860 по 1866 гг. П. А. Карпов исполнял должность капитана над Николаевским портом. За плодотворную деятельность в этот период его наградили орденом Святой Анны 2-й степени, Императорской короной к ордену Святой Анны 2-й степени и орденом Святого Владимира 3-й степени. В октябре 1866 года, после сокращения Черноморской флотилии, Карпова зачислили по флоту, а весной 1867 году назначили заведовать «морскими чинами, живущими в Севастополе, и остатками портового имущества».
1 января 1869 года Пётр Александрович Карпов произведён в контр-адмиралы.

## Последние месяцы жизни
Много внимания П. А. Карпов уделял общественной деятельности на благо Севастополя. Был избран гласным ялтинского уездного земского собрания (с 1867 по 1873 гг. Севастополь входил в Ялтинский уезд) и почётным мировым судьёй.
27 августа 1869 года, в день 15-й годовщины окончания обороны Севастополя, контр-адмирал провёл экскурсию по Малахову кургану будущему императору Александру III, посетившему город.
19 сентября 1869 года выехал в Ялту для участия в съезде гласных ялтинского уездного земского собрания. «20 числа во время присутствия в собрании гласных в Ялте, он почувствовал себя дурно от сильной боли под ложечкой и в правом боку, почему тот час был перенесён в свой номер в гостинице, откуда он уже не выходил более». Отдыхавший в это время в Ливадии император прислал в ялтинскую гостиницу врачей своей жены, Великий Князь Алексей Александрович, познакомившийся с Петром Александровичем на Малаховом кургане за три недели до его болезни, дважды от имени Александра II навещал адмирала.
21 сентября 1869 года в 4 часа дня контр-адмирал скончался «в сильных страданиях от катара желудка».
Сразу после смерти Карпова государь император послал Георгиевское знамя, чтобы покрыть им тело севастопольского героя, повелел перевезти останки контр-адмирала на пароходе «Казбек» в Севастополь и похоронить в ещё строящемся соборе святого Владимира в нижнем храме «на счет Императора» — вместе с адмиралами М. П. Лазаревым, В. А. Корниловым, В. И. Истоминым и П. С. Нахимовым.